# جائزة إسبانيا الكبرى للدراجات النارية 1994
جائزة إسبانيا الكبرى للدراجات النارية 1994 هو سباق دراجات نارية أقيم بتاريخ 8 مايو 1994 في حلبة خيريز. كان الجولة الرابعة من أصل 14 في سباق الجائزة الكبرى للدراجات النارية موسم 1994. فاز ميك دوهان بفئة الموتو جي بي بينما جاء كيفن شوانتز في المركز الثاني وحصل على المركز الثالث جون كوسينسكي.

## وصلات خارجية
- الموقع الرسمي